# أسكر (آكرشوس)
أسكر (بالنرويجية: Asker)‏ بلدية في مقاطعة آكرشوس، وتعد جزءاً من منطقة فيكن التاريخية وإحدى ضواحي عاصمة البلاد أوسلو. المقر الإداري للبلدية يقع في قرية أسكر. تأسست البلدية في 1 يناير 1838.

## التسمية
سميت البلدية نسبة لمزرعة أسكر أين بنيت أول كنيسة في المنطقة. في اللغة النوردية القديمة كلمة أسكر هي صيغة الجمع لأسك والتي تعني شجرة الدردار.

## شعار النبالة
اعتمد شعار النبالة في 7 أكتوبر 1975 ويتكون من خلفية خضراء وثلاثة أجذاع لشجرة الدرار بلون فضي.

## الجغرافيا
أسكر هي منطقة ساحلية تتميز بوجود العديد من الشواطئ والتلال والغابات. يعرف سكان المنطقة باهتمامهم بالاعتناء بالحدائق. تقع في البلدية مزرعة سكوغوم أين يعيش هاكون ولي عهد النرويج وعائلته. أول متجر لمجموعة إيكيا السويدية لصناعة الأثاث خارج السويد افتتح في أسكر سنة 1963.

## الجماعات العرقية
هذه قائمة الأقليات العرقية في أسكر حسب إحصاءات سنة 2015:
| البلد الأصلي    | العدد |
| --------------- | ----- |
| بولندا          | 1,811 |
| السويد          | 799   |
| الصومال         | 515   |
| الدنمارك        | 452   |
| باكستان         | 444   |
| ليتوانيا        | 407   |
| إيران           | 405   |
| الهند           | 396   |
| ألمانيا         | 364   |
| المملكة المتحدة | 346   |
| الفلبين         | 318   |
| العراق          | 290   |
| روسيا           | 254   |
| أفغانستان       | 230   |
| فيتنام          | 202   |

## الثقافة
أسكر هي مسقط رأس فريق فريسك تايغرز الفائز ببطولة النرويج للهوكي خلال أعوام 1975، 1979 و2002 وكذلك فريق سفومكلوب وهو فريق أسكر لكرة القدم للسيدات ولعبت في الفريق العديد من اللاعبات الدوليات، أربعة منهن شاركن في كأس العام لكرة القدم للسيدات سنة 2007 في الصين. يوجد في أسكر نادي «سكيكلوب» وهو أكبر نادي لممارسة الرياضة في النرويج يعود تاريخه لعام 1889.

## السياسة
حزب المحافظين هو الحزب المسيطر في أسكر، والعمدة الحالي، ليني كونرادي، عضو في حزب المحافظين النرويجي.

## التوأمة
أسكر لديها اتفاقيات توأمة مع المدن التالية:
- إسلوف
- غاردابار
- ياكوبستاد
- سيئول
- رودرسال
- تورسهافن

## روابط خارجية
- معلومات حول بلدية أسكر في موقع الإحصاء النرويجي (بالإنجليزية)
- مكتبة أسكر العامة (بالإنجليزية)
- دليل زوار مدينة أسكر (بالإنجليزية)
- موقع فريق فريسك تايغرز (بالنرويجية)
- موقع نادي سكيكلوب (بالنرويجية)
- موقع كنيسة أسكر (بالنرويجية)